# Monroe County, Missouri
Monroe County är ett administrativt område i delstaten Missouri, USA, med 8 840 invånare. Den administrativa huvudorten (county seat) är Paris.

## Geografi
Enligt United States Census Bureau så har countyt en total area på 1 736 km². 1 673 km² av den arean är land och 63 km² är vatten.    

### Angränsande countyn
- Shelby County - norr
- Marion County - nordost
- Ralls County - öst
- Audrain County - söder
- Randolph County - väst